# Vleugelboon
De vleugelboon (Psophocarpus tetragonolobus) of goaboon is een plant uit de vlinderbloemenfamilie (Leguminosae).
Het is een vaste, kruidachtige, kale slingerplant met 2-5 m lange scheuten. De plant vormt aan zijn wortels vlak onder de grond, horizontaal groeiende spilvormige knollen. De bladeren zijn drietallig geveerd. Ze hebben 6-15 cm lange bladstelen, 2-5 cm lange spillen, en tot 5 mm lange, lancetvormige steunblaadjes. De deelblaadjes zijn breed-eirond, gaafrandig, toegespitst, aan de basis afgerond, aan de onderkant klierachtig en 8-15 × 4-12 cm groot. Aan de basis van de deelblaadjes zitten ook 3-5 mm lange, lancetvormige steunblaadjes. De tot 15 cm lange, trosachtige bloeiwijzen staan in de bladoksels. De bloeiwijzen bestaan uit twee tot vijftien, 3 cm brede, rode, blauwe, lichtviolette of crèmekleurige bloemen.
De peulvruchten zijn hoekig en, 6-40 × 1,5-4 cm groot. Ze hebben vier golvende, gekartelde, dunne, 5–15 mm brede vleugels. De vruchten zijn kaal, ruw of glad en lichtgroen van kleur en soms violet gevlekt. Ze bevatten vijf tot veertig, tot 1 cm grote, afgeronde, zwarte, bruine, gele of witte zaden.
Niet alleen kunnen de onrijpe vruchten worden gegeten, maar ook de zaden, jonge scheuten, bladeren, bloemen en de eiwitrijke wortelknollen zijn eetbaar. Het is een belangrijke groente in Azië en Oost-Afrika. Hier komt deze soort waarschijnlijk ook oorspronkelijk vandaan.
In Nederland worden de peulvruchten verkocht in Chinese supermarkten.